# Vanessa del Rio

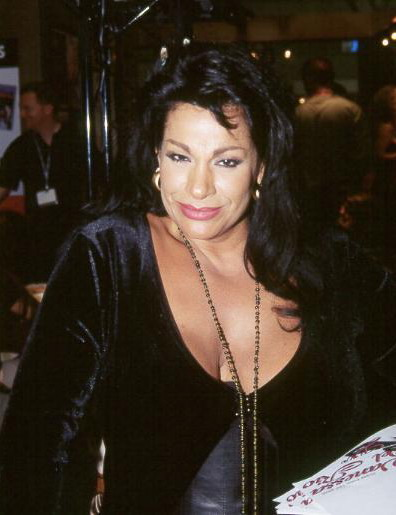
Vanessa del Rio (1999)

Vanessa del Rio (* 31. März 1952 in Harlem, New York City, USA; eigentlich Anna Maria Sanchez) ist eine US-amerikanische Unternehmerin, Model und ehemalige Pornodarstellerin. Sie trat auch unter dem Namen Ursula Pasarell auf.

## Leben
Del Rios Eltern sind kubanischer, beziehungsweise puerto-ricanischer Herkunft. Del Rio begann 1974 ihre Porno-Karriere in dem Film China Doll. Die 1,68 m große Latina mit üppiger Figur (Maße: 107DD–79–107) war der erste hispanische Pornostar, der sich zunächst in den USA, später auch in Europa, einen Namen machen konnte. Innerhalb ihrer 30 Jahre währenden Karriere wirkte sie in über 200 Filmen mit. 
Bekannt wurde del Rio nicht zuletzt wegen einer anatomischen Anomalie: Ihre Klitoris ist ungewöhnlich groß, in diversen Filmen wurde das als Besonderheit thematisiert. Die Pornoregisseurin Doris Wishman drehte mit ihr und Annie Sprinkle den Film Come with me my love, der inzwischen als Klassiker des 1970er-Jahre Pornokinos angesehen wird. Sie war als Darstellerin bis 1987 aktiv, als sie aus Angst vor Aids ihre aktive Karriere beendete. Ihr letzter Film trug den Titel Dr. Lust.
Nach ihrem Ausstieg als aktive Darstellerin blieb Del Rio als Produzentin dem Metier treu. Heute betreibt sie eine Website, auf der sie jüngere Kolleginnen präsentiert. Über das Leben von del Rio erschien 2007 beim Taschen-Verlag ein Buch unter dem Titel „Fifty Years of Slightly Slutty Behavior“. Das Buch enthält eine Bonus-DVD und wird mit einer Lithografie des Comiczeichners Robert Crumb geliefert.

## Auszeichnungen
- Mitglied der AVN Hall of Fame
- Mitglied der XRCO Hall of Fame
- 2007: VOD Awards: „Lifetime Achievement“
- 2008: Urban Spice Award